# Футбольний союз Сербії і Чорногорії
Футбольний союз Сербії та Чорногорії (серб. Фудбалски савез Србије и Црне Горе) — вищий футбольний органом у Сербії та Чорногорії зі штаб-квартирою в Белграді. Він змінив Футбольний союз Югославії у 2003 році.
Брав участь в організації Першої ліги Сербії та Чорногорії, Кубка Сербії та Чорногорії та інших ліг двох республік, а також керував футбольною збірною країни.
Після референдуму про незалежність Чорногорії в 2006 році був утворений новий Футбольний союз Чорногорії, а на базі СФФЧ як правонаступником було створено Футбольний союз Сербії, який успадкував місце Сербії та Чорногорії у ФІФА та УЄФА, і обидві організації вважають його єдиним правонаступником Югославії та Сербії та Чорногорії.

## Відомі гравці
- Предраг Міятович
- Саво Милошевич
- Синиша Михайлович
- Периця Огненович
- Драган Стойкович
- Бранко Брнович
- Деян Савичевич
- Деян Говедариця
- Деян Станкович
- Владімір Югович
- Славиша Йоканович
- Александар Кочич
- Любинко Друлович
- Альберт Надь
- Горан Джорович
- Драгоє Лекович
- Матея Кежман
- Дарко Ковачевич
- Івиця Краль
- Ниша Савельїч
- Мирослав Джукич
- Драгослав Єврич
- Зоран Міркович
- Огнєн Короман
- Милан Дудич
- Ілія Спасоєвич
- Никола Жигич
- Данієл Любоя